# Eva Padberg

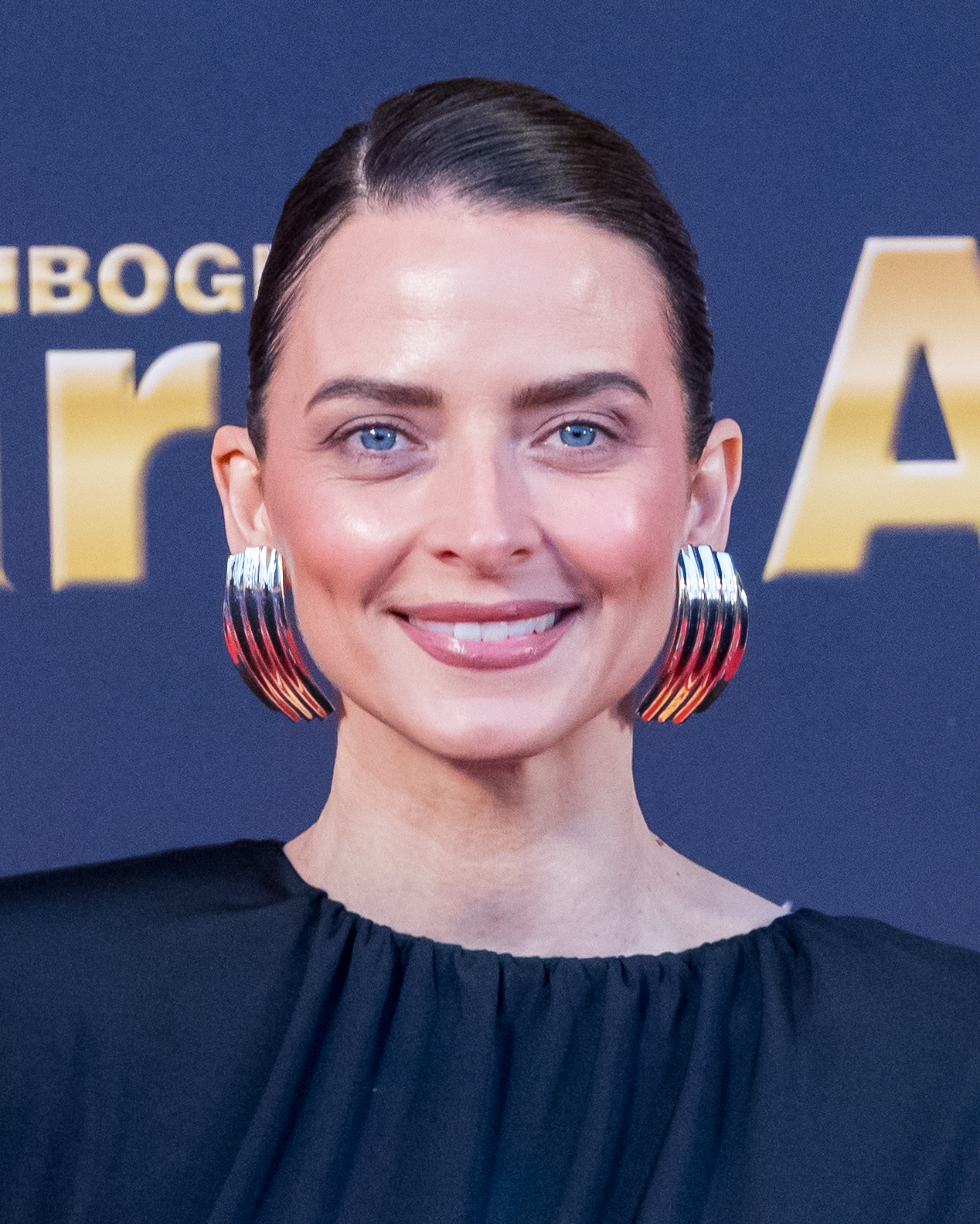
Eva Padberg (2025)

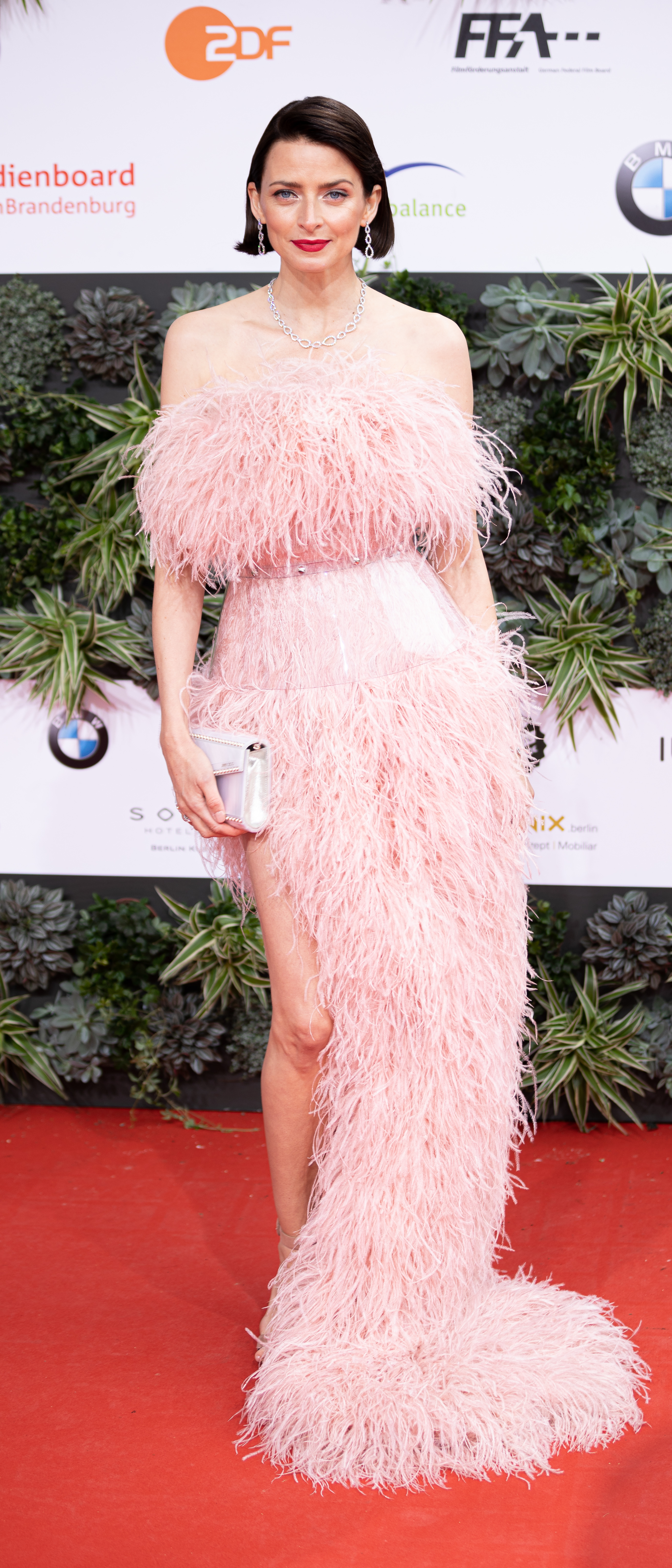
Eva Padberg beim Deutschen Filmpreis 2019

Eva Padberg (* 27. Januar 1980 in Bad Frankenhausen/Kyffhäuser) ist ein deutsches Model, Sängerin und Songschreiberin, Moderatorin sowie Schauspielerin.

## Karriere
Padberg wuchs im thüringischen Rottleben bei Bad Frankenhausen auf. Im Jahr 1995 bewarb sie sich bei der Bravo-Girl-und-Boy-Wahl. Sie kam unter die ersten zehn Teilnehmer und erhielt die Gelegenheit für Probeaufnahmen für Louisa Models in München. Nach ihrem Abitur begann sie 1998 ihre professionelle Modelkarriere.
Sie arbeitete in Paris, Tokio und New York City für Ralph Lauren und Calvin Klein und lief auf verschiedenen Prêt-à-porter-Schauen.
Seit 2003 ist Padberg das Gesicht für die Make-up-Marke Astor. 2005 warb Padberg in einem TV-Werbespot für die Erfrischungsbonbonmarke Gletschereis, wurde das neue Werbegesicht des südkoreanischen Automobilherstellers Kia Motors, das Titelgesicht des Versandhandels Otto und Kampagnenmodel für Nintendos „Nintendogs“. 2007 wurde sie das Gesicht der Mercedes-Benz Fashion Week in Berlin. Darüber hinaus präsentiert sie die Weltmarke Mercedes-Benz auch bei anderen internationalen Mode- und Lifestyle-Veranstaltungen als Botschafterin.
2004 wurde Padberg für den deutschen Playboy von Ellen von Unwerth fotografiert. 2005 wählten die Leser der Zeitschrift FHM Padberg zur Sexiest Woman of the World und 2006 zierte sie das Cover des Magazins GQ. Im April 2010 zog sich Padberg erneut für das Männermagazin FHM aus und sorgte mit erotischen Fotos in Dessous für Aufsehen.
Neben ihrer Modelkarriere tritt Padberg auch als Moderatorin, Jurorin und Laudatorin auf. 2004 ersetzte sie Alexandra Kamp in der Jury der Casting-Show Star Search. Im selben Jahr übernahm sie die Moderation der MTV-Show Designerama. 2006 moderierte sie zusammen mit Harald Schmidt die Bambi-Verleihung der Hubert Burda Media. Im Jahr 2012 war sie zusammen mit dem Model Karolína Kurková Jurymitglied und Mentorin bei der Model-Castingshow Das perfekte Model. Im selben Jahr moderierte Eva Padberg den TV-Ableger des Modemagazins InStyle beim Privatsender Glitz.
Padberg ist auch Sängerin und Songwriterin von „Dapayk & Padberg“, einem Duo aus der elektronischen Clubmusicszene. Zusammen mit ihrem Ehemann Niklas Worgt alias Dapayk veröffentlichte sie neben vielen Singles ihr erstes gemeinsames Album Close Up beim Plattenlabel Mo’s Ferry Prod. im September 2005. Ihr zweites Album Black Beauty erschien im Herbst 2007, gefolgt vom dritten Album Sweet Nothings (2012). Danach erschienen Smoke (2013), Harbour (2017) und In Between (2024).
Seit Mai 2019 ist sie Werbe-Gesicht des TV-Senders Home & Garden TV.
Im November 2023 nahm Padberg kostümiert als „Feuerlöscher“ an der neunten Staffel der ProSieben-Show The Masked Singer teil. Sie schied in der zweiten Sendung aus und belegte den achten Platz. 2024 nahm sie an der 17. Staffel des RTL Formats Let’s Dance teil und belegte mit ihrem Tanzpartner Paul Lorenz den zwölften Platz.

## Karitative Projekte
Padberg setzt sich für zahlreiche karitative Projekte wie das SOS-Kinderdorf ein. Als UNICEF-Botschafterin reiste sie im Herbst 2006 nach Ruanda. Im Februar 2011 übernahm sie die Schirmherrschaft für ein Ronald-McDonald-Haus in Berlin-Wedding.

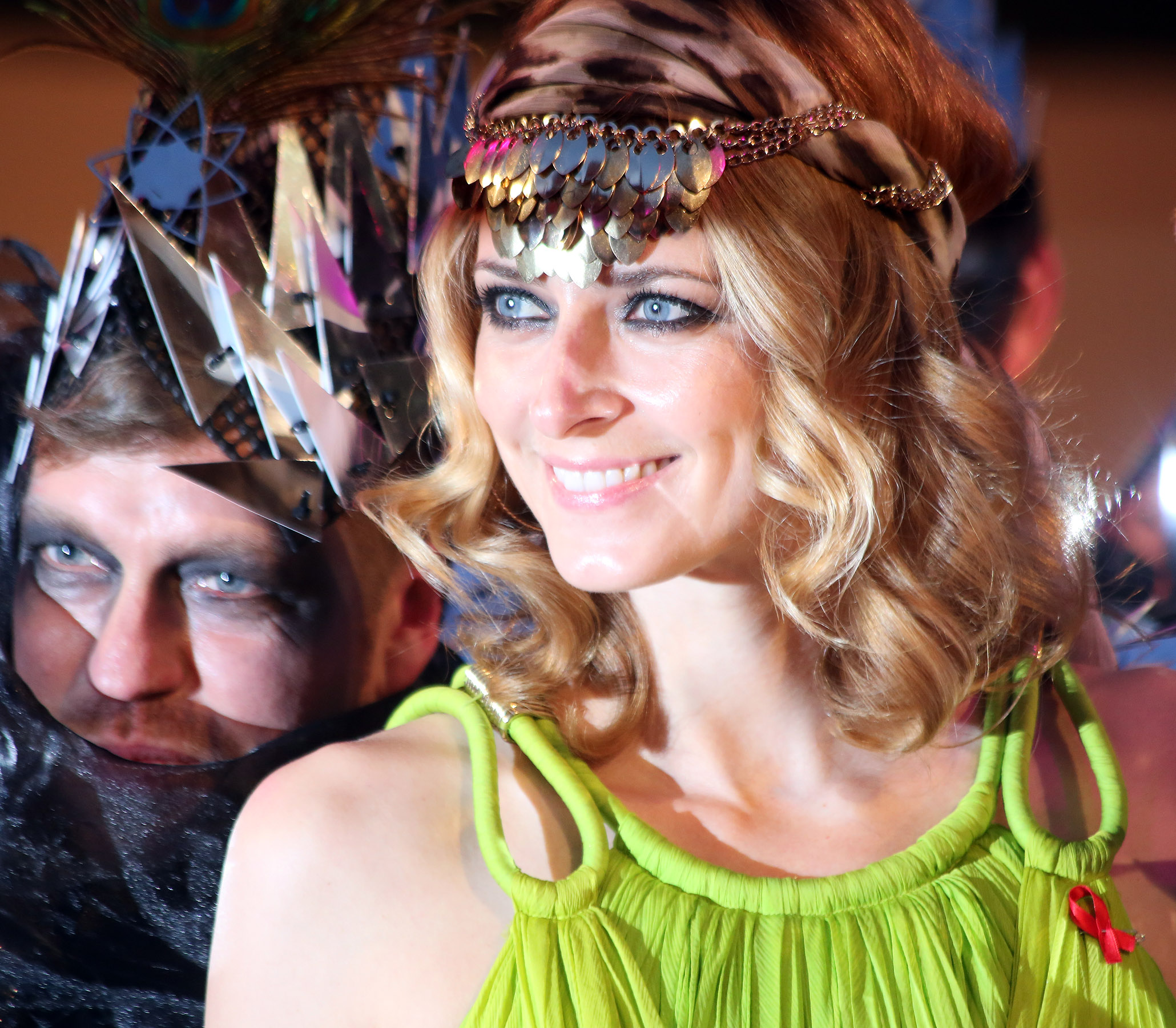
Eva Padberg beim Life Ball 2013

## Filmografie
- 2006: Maria an Callas
- 2007: Schwerter des Königs – Dungeon Siege
- 2008: Unschuldig
- 2011: Wickie auf großer Fahrt
- 2011: Rubbeldiekatz
- 2011: Der Staatsanwalt – Tod einer Ehe (Fernsehserie)
- 2014: Bra Wars – Hollywoods Affäre mit dem BH (als Expertin)

## Privatleben
Am 29. Juli 2006 heiratete Padberg nach zehnjähriger Partnerschaft den Musikproduzenten Niklas Worgt. Sie ist seit 2019 Mutter einer Tochter und wohnt seit 2013 in der Uckermark auf einem Hof nördlich von Prenzlau.

## Autobiografie
- Model Ich. Diederichs Verlag, München 2011, ISBN 978-3-424-35059-3.